# Euchloron pulcherrima
Euchloron pulcherrima är en fjärilsart som beskrevs av Brandt 1938. Euchloron pulcherrima ingår i släktet Euchloron och familjen svärmare. Inga underarter finns listade i Catalogue of Life.